# Laser de Krypton
Laser de Krypton é um laser utilizado na dermatologia em lesões pigmentadas e vascularizadas. Emite luz nas faixas amarela (568nM) e verde (520-530nM).